# Shefa-'Amr
Shefa-'Amr (em árabe: شفاعمرو, Šafā ʻAmr; em hebraico:  שְׁפַרְעָם, Šəfarʻam) é uma cidade de Israel, situada no distrito Norte. 
Sua população, majoritariamente constituída de árabes cristãos orientais e drusos, era de 35.300 habitantes, em 2009. 
Shefa-'Amr abriga numerosos vestígios arqueológicos. Foi a segunda cidade ocupada pelo Sinédrio, e lá se estabeleceu uma comunidade judia no século XVI.